# Giuliano Frigeni
Dom Giuliano Frigeni PIME (Bérgamo, 1º de julho de 1947), é um bispo católico italiano radicado no Brasil. Foi Bispo de Parintins de 1999 a 2022.

## Biografia
Frigeni juntou-se ao Pontifício Instituto para as Missões Estrangeiras (PIME), estudou Teologia e Filosofia em Monza. Foi ordenado diácono em 7 de dezembro de 1974 e ordenado ao sacerdócio em 10 de maio de 1975, em Milão, por Dom Aristides Pirovano. Entre 1975-1976, foi vice-reitor do Seminário Maior do PIME em Monza. De 1976 a 1978, foi responsável pela animação missionária em Milão e em seguida foi enviado como missionário ao Brasil. Chegou ao Brasil em 5 de março de 1979. 
Padre Giuliano serviu em várias áreas na Arquidiocese de Manaus. Foi professor na Escola Ângelo Ramazzoti, de 1979 a 1985. Entre 1986-1989, foi reitor do Seminário do PIME em Florianópolis. Atuou como pároco da Igreja São José em Manaus, de 1989 a 1990. Foi encarregado, de 1991 a 1996, da Pastoral das Estradas e da animação Missionária-Vocacional na Arquidiocese de Manaus. Em 1996, foi eleito conselheiro regional do PIME Norte 1.
Padre Giuliano foi nomeado pelo Papa João Paulo II como bispo para Parintins em 20 de janeiro de 1999. Recebeu a ordenação episcopal em 19 de fevereiro de 1999, na Catedral de Manaus, através de Dom Alfio Rapisarda, núncio apostólico no Brasil. Os principais co-consagrantes foram Dom Luiz Soares Vieira, arcebispo de Manaus, e Dom Filippo Santoro, bispo auxiliar da Arquidiocese de São Sebastião do Rio de Janeiro.
Dom Giuliano tomou posse da Diocese de Parintins em 25 de março de 1999, na Catedral de Nossa Senhora do Carmo. Foi consagrante dos bispos Carillo Gritti (2000) e Carlos Pedro Zilli (2001).
Em 2022, Dom Giuliano apresentou seu pedido de renúncia ao Papa Francisco, que nomeou Dom José Albuquerque de Araújo como quinto bispo diocesano de Parintins.